# Basketbalový Klub Brno
Maillots
Le Basketbalový Klub Brno, abrégé en BK Brno, est un club féminin tchèque de basket-ball, évoluant dans la ville de Brno et jouant en ŽBL (1re division).

## Historique
Durant l'été 2015, Brno annonce son retrait de l'Euroligue et de toute compétition européenne.

## Palmarès
- Vainqueur de l'Euroligue : 2006
- Finaliste de l'Euroligue : 2005 et 2008
- Champion de République tchèque : 1996, 1997, 1998, 1999, 2000, 2001, 2002, 2003, 2004, 2005, 2006, 2007, 2008, 2009, 2010
- Coupe de Tchéquie 2013[3]

## Joueuses et personnalités du club

### Entraîneurs
- 1993-2015 :  Jan Bobrovský
- 2020- :  Viktor Pruša

### Joueuses emblématiques
- DeLisha Milton-Jones
- Maria Stepanova